# 河谷昇悟
河谷 昇悟（かわたに しょうご、1994年〈平成6年〉2月20日 - ）は、日本のプロバスケットボール選手。兵庫県西宮市出身。近畿リーグ・BUBBLES所属。
定時制高校出身の人物として初のプロバスケットボール選手である。

## 来歴
定時制高校の兵庫県立西宮香風高等学校を卒業。在学中は全国高等学校定時制通信制バスケットボール大会で優勝を経験している。ベスト5受賞。
2015年7月に和歌山トライアンズに入団。1シーズン在籍後、2016年7月からは地元の西宮ストークスに練習生として在籍している。